# Winster
Winster è un villaggio e parrocchia civile dell'Inghilterra, appartenente alla contea del Derbyshire, gemellato col comune di Monterubbiano (FM)